# István Hevesi
István Hevesi (Eger, 2 aprile 1931 – Budapest, 9 febbraio 2018) è stato un pallanuotista ungherese, vincitore di una medaglia d'oro alle olimpiadi di Melbourne 1956 ed una medaglia di bronzo all'olimpiade di Roma 1960.